# Korunní ostrov

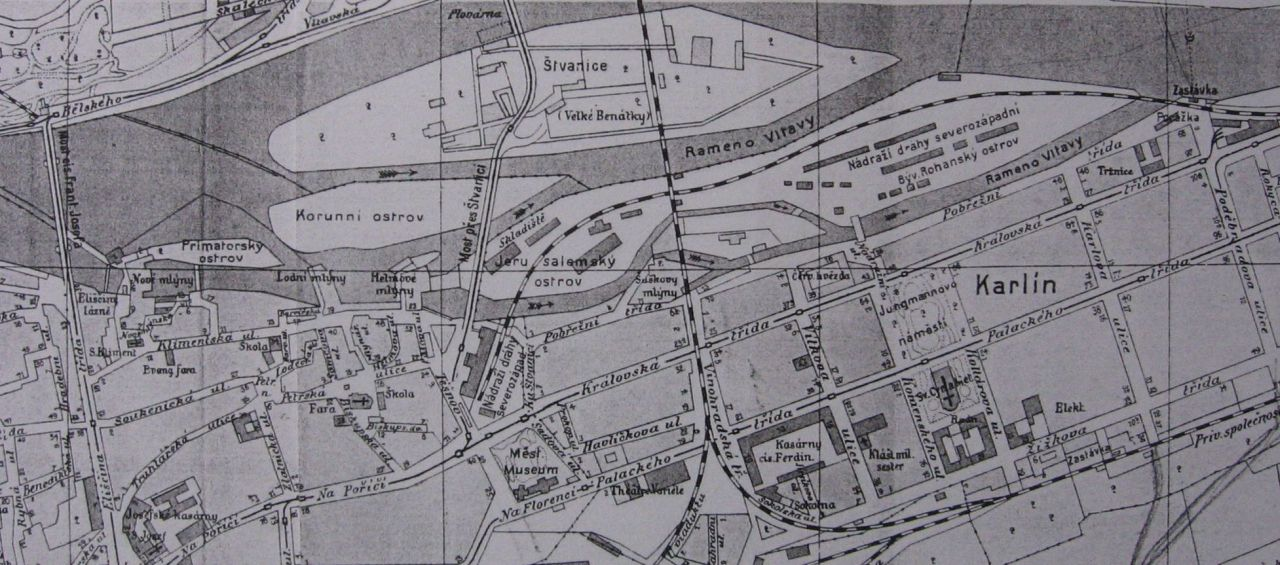
Vltava u Karlína kolem roku 1910

Korunní ostrov (dříve Křenový ostrov či Vrbový) je někdejší pražský vltavský ostrov, dnes část Nového Města.
Nacházel se při pobřeží asi mezi dnešními ulicemi Lodní mlýny a Hlávkovým mostem. Jmenoval se podle toho, že se na něm pěstoval křen (jméno se pak postupně změnilo z Kreninsel na Kröninsel či Krönungsinsel).
Z roku 1791 je doložen přívoz Štvanice – Korunní ostrov.
Na přelomu 19. a 20. století vznikl mezi Korunním ostrovem a Štvanicí plavební kanál.
Tou dobou přes ostrov také vedl provizorní štvanický most.
Korunní ostrov byl ve 20. století spojen s nábřežím.